# Ансі-сюр-Мозель
Ансі́-сюр-Мозе́ль (фр. Ancy-sur-Moselle) — колишній муніципалітет у Франції, у регіоні Гранд-Ест, департамент Мозель. Населення — 1407 осіб (2011).
Муніципалітет був розташований на відстані близько 280 км на схід від Парижа, 12 км на південний захід від Меца.

## Історія
До 2015 року муніципалітет перебував у складі регіону Лотарингія. Від 1 січня 2016 року належав до нового об'єднаного регіону Гранд-Ест.
1 січня 2016 року Ансі-сюр-Мозель і Дорно було об'єднано в новий муніципалітет Ансі-Дорно.

## Демографія
Динаміка населення (INSEE ):
Розподіл населення за віком та статтю (2006):
| Стать | Всього | До 15 років | 15-24 | 25-44 | 45-64 | 65-85 | Понад 85 |
| --- | ------ | ----------- | ----- | ----- | ----- | ----- | -------- |
| Чоловіки | 665    | 105         | 86    | 245   | 171   | 50    | 8        |
| Жінки | 738    | 128         | 116   | 202   | 175   | 117   | 0        |
| \| Статево-вікова піраміда \| Статево-вікова піраміда \| Статево-вікова піраміда \| \| ----------------------- \| ----------------------- \| ----------------------- \| \| Чоловіки \| Вік \| Жінки \| \| 8 \| 85 + \| 0 \| \| 4 \| 80-84 \| 16 \| \| 19 \| 75-79 \| 39 \| \| 23 \| 70-74 \| 35 \| \| 4 \| 65-69 \| 27 \| \| 35 \| 60-64 \| 31 \| \| 39 \| 55-59 \| 31 \| \| 50 \| 50-54 \| 70 \| \| 47 \| 45-49 \| 43 \| \| 78 \| 40-44 \| 70 \| \| 66 \| 35-39 \| 70 \| \| 35 \| 30-34 \| 27 \| \| 66 \| 25-29 \| 35 \| \| 43 \| 20-24 \| 62 \| \| 43 \| 15-20 \| 54 \| \| 39 \| 10-14 \| 50 \| \| 43 \| 5-9 \| 43 \| \| 23 \| 0-4 \| 35 \| |        |             |       |       |       |       |          |
| Статево-вікова піраміда |        |             |       |       |       |       |          |
| Чоловіки | Вік    | Жінки       |       |       |       |       |          |
| 8 | 85 +   | 0           |       |       |       |       |          |
| 4 | 80-84  | 16          |       |       |       |       |          |
| 19 | 75-79  | 39          |       |       |       |       |          |
| 23 | 70-74  | 35          |       |       |       |       |          |
| 4 | 65-69  | 27          |       |       |       |       |          |
| 35 | 60-64  | 31          |       |       |       |       |          |
| 39 | 55-59  | 31          |       |       |       |       |          |
| 50 | 50-54  | 70          |       |       |       |       |          |
| 47 | 45-49  | 43          |       |       |       |       |          |
| 78 | 40-44  | 70          |       |       |       |       |          |
| 66 | 35-39  | 70          |       |       |       |       |          |
| 35 | 30-34  | 27          |       |       |       |       |          |
| 66 | 25-29  | 35          |       |       |       |       |          |
| 43 | 20-24  | 62          |       |       |       |       |          |
| 43 | 15-20  | 54          |       |       |       |       |          |
| 39 | 10-14  | 50          |       |       |       |       |          |
| 43 | 5-9    | 43          |       |       |       |       |          |
| 23 | 0-4    | 35          |       |       |       |       |          |

## Економіка
2010 року серед 936 осіб працездатного віку (15—64 років) 690 були активними, 246 — неактивними (показник активності 73,7%, у 1999 році було 72,2%). З 690 активних мешканців працювало 647 осіб (329 чоловіків та 318 жінок), безробітними було 43 (25 чоловіків та 18 жінок). Серед 246 неактивних 100 осіб було учнями чи студентами, 94 — пенсіонерами, 52 були неактивними з інших причин.

У 2010 році в муніципалітеті числилось 600 оподаткованих домогосподарств, у яких проживали 1446,0 особи, медіана доходів виносила 22 930 євро на одного особоспоживача